# Blepharis diplodonta
Blepharis diplodonta är en akantusväxtart som beskrevs av K. Vollesen. Blepharis diplodonta ingår i släktet Blepharis och familjen akantusväxter. Inga underarter finns listade i Catalogue of Life.